# Драбовський Анатолій Григорович
Анатолій Григорович Драбовський (нар. 1 серпня 1958, м. Вінниця) — український науковець та освітянин. Ректор Вінницького кооперативного інституту. Народний депутат України 9-го скликання від партії «Слуга народу».

## Життєпис
Анатолій Драбовський народився 1 серпня 1958 року у м. Вінниця.
Закінчив Київський торгово-економічний інститут (спеціальність «Економіка торгівлі»). Доктор економічних наук.
У 1998 році — почав працювати заступником директора Вінницького кооперативного технікуму з навчальної роботи, через вісім місяців очолив його. 2009 р. — був обраний віцепрезидентом Вінницької обласної федерації важкої атлетики.
У 2016 році — налагодив міжнародну співпрацю з Вищою школою економіки та права м. Кельцях, завдяки котрій була запроваджена програма подвійних дипломів.
У 2002 та 2010 роках балотувався до Вінницької міської ради 4-го та 6-го скликань відповідно..
Кандидат у народні депутати від партії «Слуга народу» на парламентських виборах 2019 року (виборчий округ № 12, м. Вінниця, Вінницький район). На час виборів: ректор Вінницького кооперативного інституту, проживає в м. Вінниці. Безпартійний.
Член Комітету Верховної Ради з питань бюджету.
Засновник МПП «Ват», ПСК «Меркурій», «Творчий центр «Зірки Поділля», «Асоціація випускників і друзів Вінницького кооперативного інституту».
У 2019 році був обраний депутатом Верховної Ради 9-го скликання від партії «Слуга Народу» за виборчим округом №12 (Вінницька область). Член однойменної фракції.

## Нагороди
- Заслужений працівник освіти України (30 листопада 2009)[10].